# کوبلیاکی
کوبلیاکی (به روسی: Кобеляки) شهری در استان پولتاوا در کشور اوکراین واقع شده‌است. جمعیت این شهر ۹,۶۲۷ نفر (۲۰۲۱ تخمینی)است.